# エリトリアの世界遺産
エリトリアの世界遺産について述べる。エリトリアの世界遺産条約承認は2001年10月24日のことであった。エリトリアがまだエチオピアの一部だった第2回世界遺産委員会では、現在のエリトリア領内の物件も推薦されたが、いずれも登録は見送られた。エリトリアが正式に世界遺産を保有するのは2017年のことである。

## 世界遺産
- アスマラ : アフリカのモダニズム都市 - （2017年、文化遺産）

## 暫定リスト
暫定リストには以下の物件が記載されている。
- コアヒトの文化的景観（Qoahito Cultural Landscape, 2011年記載）